# Réaux (Charente-Maritime)
Réaux foi uma comuna francesa na região administrativa da Nova Aquitânia, no departamento de Charente-Maritime. Estendia-se por uma área de 8,96 km². Em 2010 a comuna tinha 825 habitantes (densidade: 92,1 hab./km²).
Em 1 de janeiro de 2016, passou a formar parte da nova comuna de Réaux sur Trèfle.